# Mai Budapesti Nap
A Mai Budapesti Nap (korábbi címén Budapesti Nap) egy megszűnt napilap, amely 2002 októbere és 2004 januárja között jelent meg.

## Története
Eredetileg Budapesti Nap címen jelent meg 2002 októberétől 2003 novemberéig. 2003. november 21-én váltott nevet Mai Budapesti Napra. Kiadója előbb a Budapesti Piac Rt., majd a Budapesti Nap Kft. volt. Főszerkesztője Hegedűs István, felelős szerkesztője Zsebesi Zsolt volt.
Bár terjedelmét 2003. december 8-tól 24-ről 16 oldalra csökkentették, a Budapesti Mai Nap 2004 januárjában a veszteséges működés miatt megszűnt.